# Фантазија (филм из 1940)
Фантазија (енгл. Fantasia) амерички је анимирани филм из 1940. године, снимљен у продукцији Волта Дизнија и објављен од стране студија Волт Дизни продакшнс. Са причом Џоа Гранта и Дика Хиемера, и продукцијом коју је Бен Шарпстин надзирао, ово је трећи Дизнијев дугометражни анимиран фим. Филм се састоји од осам анимираних сегмената које одређују дела класичне музике која је дириговао Леополд Стоковски, а седам од њих изводи Филаделфијски оркестар. Музички критичар и композитор Димс Тејлор имао је улогу церемонијара, пружајући играни увод у сваки од анимираних сегмената.
Дизни је прилагодио концепт филма тако да се у њему појави и Чаробњаков шегрт, кратки филмски сегмент серијала Луцкаста симфонија створен као повратна улога за Микија Мауса, чија је популарност у то време знатно опала. Како су продукцијски трошкови постали већи од претпостављене зараде филма, Дизни је одлучио да краткометражни филм уврсти у дугометражне филмове, заједно са осталим сегментима одређеним класичном музиком. Саундтрек је снимљен помоћу вишеструких аудио канала и репродукован је помоћу Фантасаунда, пионирског система репродукције звука који је овај филм учинио првим комерцијалним филмом приказаним са стереофоничним звуком.